# فصيميات
الفَصيمِيَّات (بالإنجليزية: سيسيرنينتيات Secernentea)‏ هي الصف الرئيسي للديدان الأسطوانية، تتميز بالعديد من الحليمات الذيلية ونظام مطرح يمتلك قنوات جانبية.